# رومنتینو
رومنتینو (به ایتالیایی: Romentino) یک کومونه در ایتالیا است که در استان نووارا واقع شده‌است.

## خصوصیات
رومنتینو ۱۷ کیلومترمربع مساحت و ۵٬۶۱۳ نفر جمعیت دارد و ۱۳۶ متر بالاتر از سطح دریا واقع شده‌است.

## خواهرخوانده
شهرهای آلبروبلو، Saint-Marcel و Roseto Capo Spulico خواهرخوانده‌های رومنتینو هستند.